# 아랍 민족주의 보위단
아랍 민족주의 보위단(الحرس القومي العربي)은 시리아에서 활동중인 세속주의 자원 무장단체이다. 이 단체는 아랍 민족주의를 옹호하며 종파주의, 민족 분쟁, 종교적 극단주의를 배척한다. 아랍 민족주의 보위단의 회원들은 이집트, 알제리, 리비아, 이라크, 레바논, 팔레스타인, 튀니지, 예멘, 시리아 등 여러 아랍 국가에서 왔다. 몇몇 회원들은 이라크 전쟁과 리비아 내전에도 참전한 바 있다.

## 역사
2013년 4월, 범아랍주의 자원자들이 아랍인들을 분열하고 우리의 통일을 파괴하려는 목적을 지닌 타크피리 운동에 맞서기 위해 아랍 민족주의 보위단이 창설되었다. 아랍 민족주의 보위단은 2012년부터 2013년 사이 시리아 내전이 격화되는 시기에 바샤르 알아사드 정부를 지지했다. 이후 이 단체 시리아 국가방위군과 적극적으로 협력했고, 단체 스스로 4개의 대대를 창설했다. 2013년 말부터 2014년 초까지 아랍 민족주의 보위단은 칼라문에서 싸웠고, 다마스쿠스주, 알레포주, 다라주, 홈스주에서도 활동 중이다.

## 이념
단체의 이념은 이집트의 전 대통령이었던 가말 압델 나세르의 범아랍주의 이념과 일치하지만, 반시온주의와 반제국주의의 이념도 포함하고 있다. 아랍 민족주의 보위단은 각 부대의 이름을 중동과 북아프리카에서 세속주의와 아랍 민족주의 운동을 이끈 아랍 정치인들과 순교자들로부터 명명한다는 성명을 발표했다.